# Hôtel de ville de Châtillon
L'hôtel de ville de Châtillon est un bâtiment administratif se trouvant dans la ville de Châtillon dans les Hauts-de-Seine.

## Historique

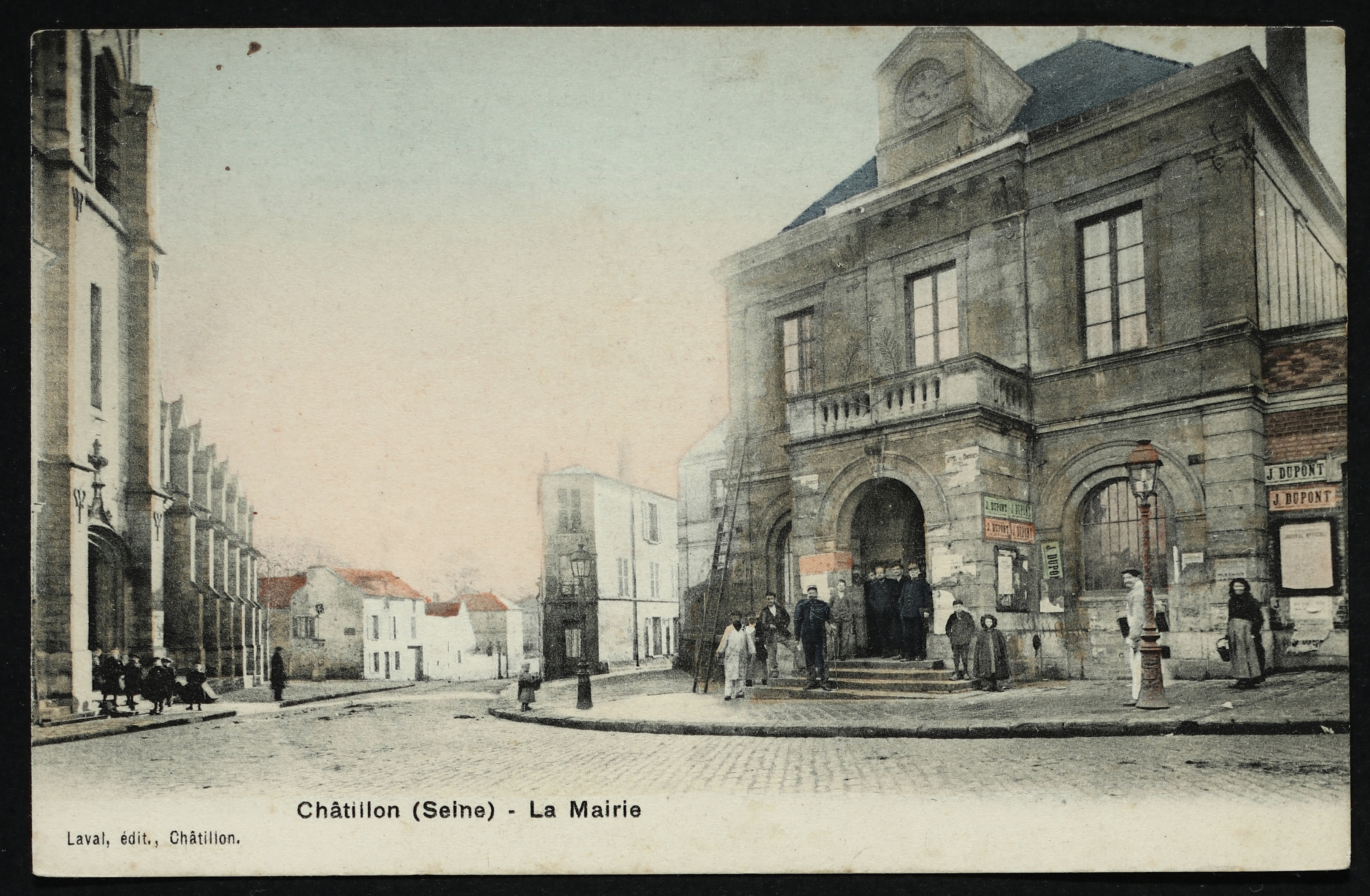
À l'angle de la rue de Bagneux.

La municipalité fit en 1838 l'acquisition de deux maisons, l'une destinée à servir de mairie, et la seconde d'école. Le bâtiment actuel, construit en 1851, est l'œuvre de l'architecte Claude Naissant.
On donna alors le nom de place de la Mairie au carrefour de la rue de Bagneux et de la rue de Fontenay.

## Description
C'est un édifice construit sur un plan rectangulaire, avec deux étages. La façade est divisée en trois travées qui sont ouvertes au rez-de-chaussée par des baies en plein cintre, tandis que les fenêtres du premier étage sont rectangulaires. Un avant-corps est disposé en avant de la travée centrale et offre un porche précédé d'un escalier de quatre marches.

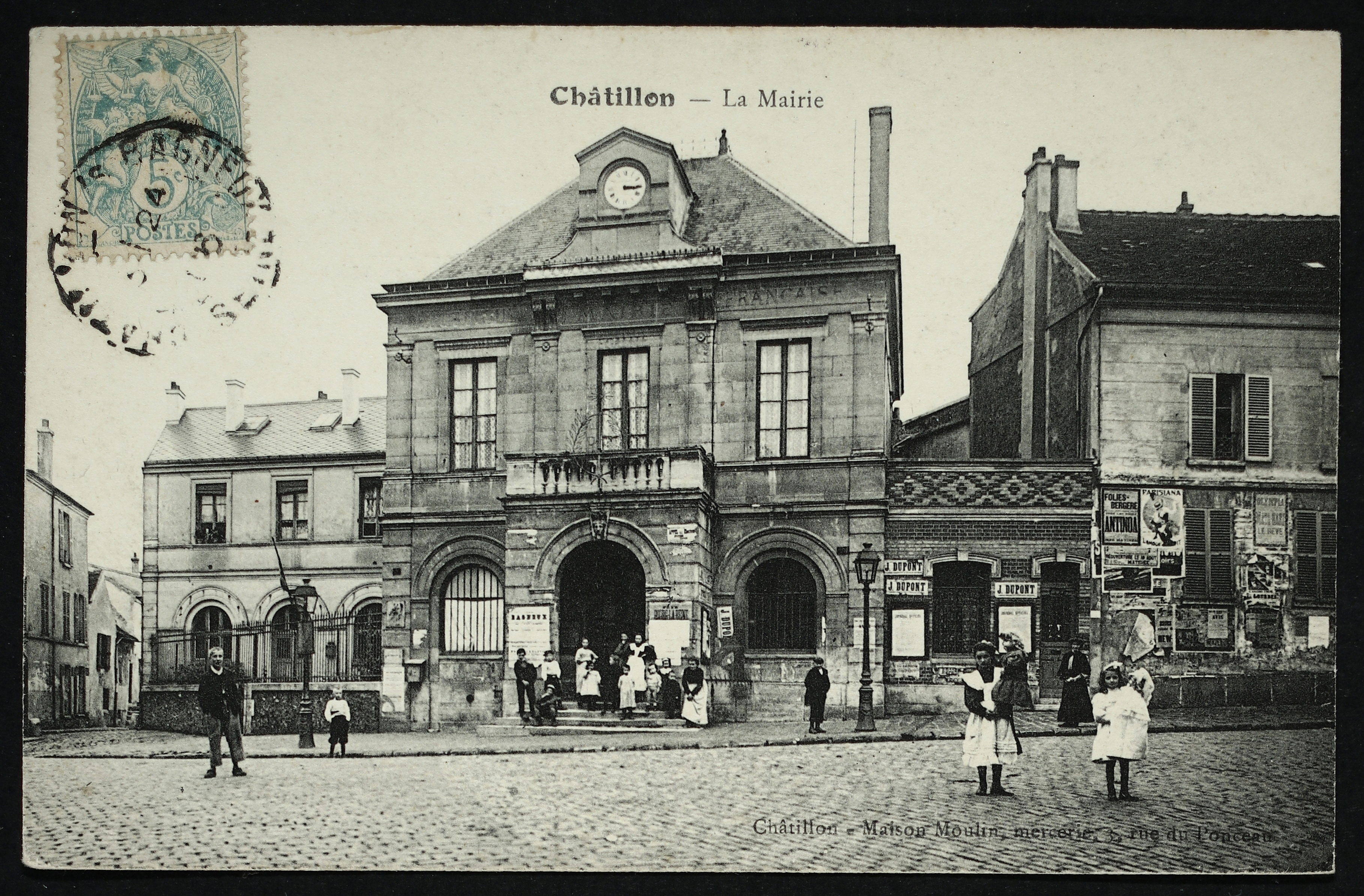
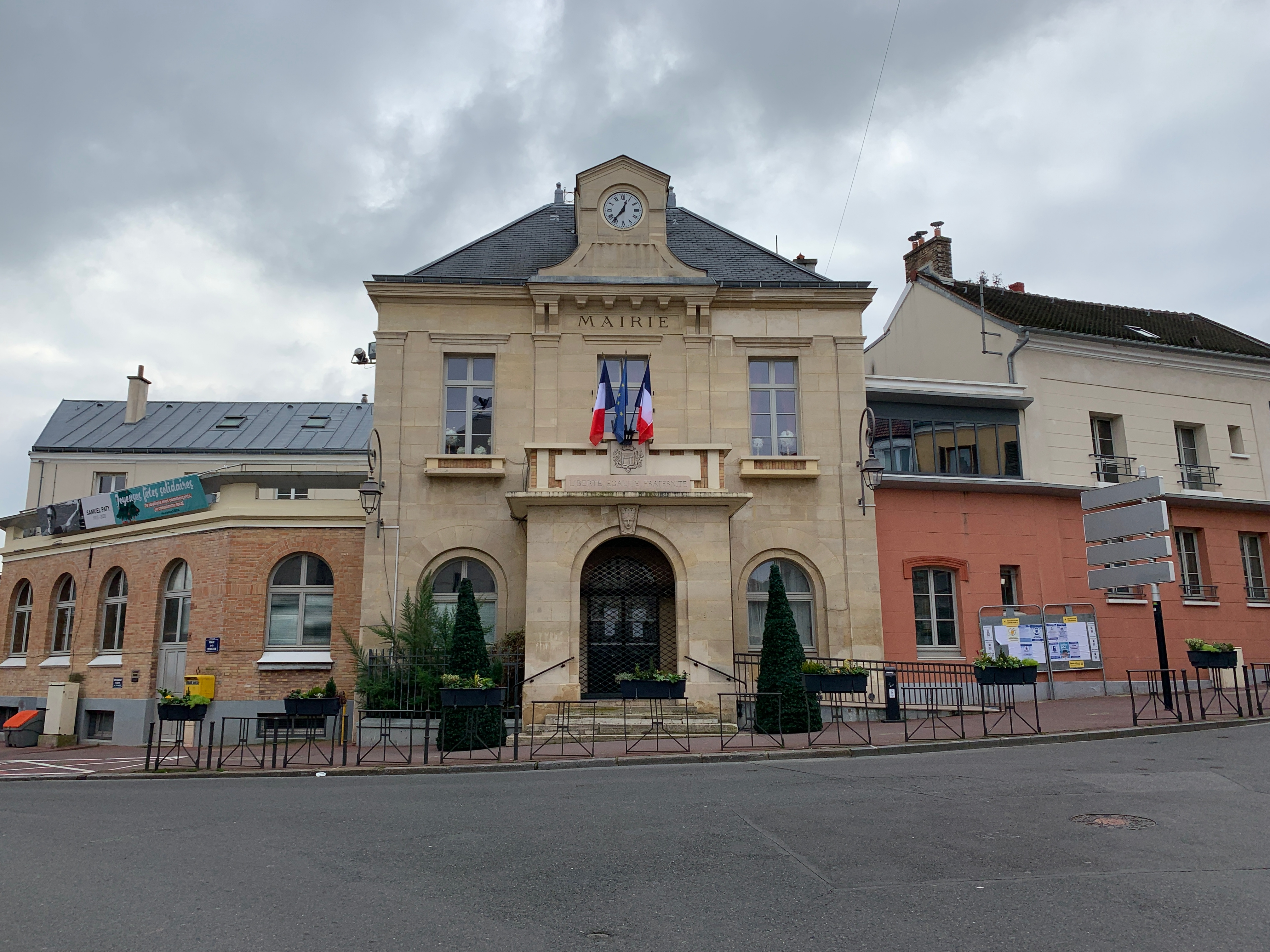